# Carstens (Familienname)
Carstens ist ein deutscher Familienname.

## Herkunft und Bedeutung
Carstens ist eine Variante des Namens Carsten. Zu näherer Erläuterung siehe dort.

## Varianten
- Karsten
- Karstens
- Kersten

## Namensträger
- Agustín Carstens (* 1958), mexikanischer Ökonom
- Anton Paul Ludwig Carstens (1713–1768), evangelisch-lutherischer Pfarrer und Schriftsteller
- Arno Carstens (* 1972), südafrikanischer Sänger
- Asmus Carstens (1754–1798), deutscher Maler
- Bruno Carstens (1918–2001), deutscher Schauspieler
- Carolena Carstens (* 1996), panamaische Taekwondoin
- Carsten Carstens (Politiker) (1791–1853), deutscher Kooginspektor und Politiker, MdL Schleswig-Holstein
- Carsten Carstens (Maler) (1941–2013), deutscher Maler und Grafiker
- Carsten Erich Carstens (1810–1899), deutscher Theologe und Historiker
- Christian Gottfried Carstens, dänischer Staatsbeamter des 18. Jahrhunderts
- Christian Joachim Carstens (1781–1814), deutscher Arzt
- Christian Nicolaus Carstens (1736–1819), deutscher Jurist
- Christiane Carstens (* 1958), deutsche Schauspielerin
- David Carstens (Boxer) (1914–1955), südafrikanischer Boxer
- David Carstens (Offizier) (* um 1967), US-amerikanischer Offizier
- Deon Carstens (* 1979), südafrikanischer Rugby-Union-Spieler
- Ernst Carstens (Politiker) (1872–1923), deutscher Politiker und Unternehmer
- Ernst Carstens (Chemiker) (1915–1986), deutscher Chemiker
- Florian Carstens (* 1998), deutscher Fußballspieler
- Frank Carstens (* 1971), deutscher Handballspieler und -trainer
- Fredrika Wilhelmina Carstens (1808–1888), finnische Autorin
- Friedrich Christian Carstens (1762–1798), deutscher Maler und Radierer
- Gustav Carstens (1913–1973), deutscher Fußballspieler
- Goslar Carstens (1894–1978), deutscher Rechtsanwalt, Kommunalpolitiker, Heimatkundler und Autor
- Gotthard Friedrich Carstens (1703–1780), Lübecker Kaufmann und Ratsherr
- Hans Carstens (Landrat) (1896–1975), deutscher Kommunalpolitiker (NSDAP)
- Hans Carstens (Politiker) (1921–1994), deutscher Politiker (FDP, CDU)
- Hans Carstens (Gewerkschafter) (1922–1973), deutscher Gewerkschafter (FDGB) und Politiker (SED)
- Harold H. Carstens (1925–2009), US-amerikanischer Zeitschriftenverleger und Buchautor
- Heinrich Carstens (Volkskundler) (Klaus Heinrich Wilhelm Carstens; 1849–1910), deutscher Lehrer und Volkskundler
- Heinrich Carstens (Dichter) (1879–1961), deutscher Mundartdichter
- Jasper Carstens (1705–1759), deutscher Baumeister
- Jens Carstens (* 1971), deutscher Schlagzeuger, Komponist, Produzent und Kinderbuch-Autor
- Joachim Carstens (Jurist) (1596–1673), deutscher Jurist
- Joachim Friedrich Carstens (1632–1701), deutscher Jurist und Politiker, Ratsherr in Lübeck
- Joachim Lothar Carstens (1655–1727), deutscher Jurist und Politiker, Bürgermeister von Lübeck
- Johann Friedrich Carstens (1696–1761), deutscher Politiker, Bürgermeister von Lübeck
- Johann Heinrich Carstens (1738–1829), deutscher Geistlicher und Kirchenfunktionär
- Johann Joachim Carstens (1724–1790), deutscher Jurist und Ratssekretär von Lübeck
- Julia Carstens (* 1989), deutsche Politikmanagerin und politische Beamte (CDU)
- Julius Victor Carstens (1849–1908), deutscher Maler
- Karl Carstens (1914–1992), deutscher Politiker und Bundespräsident
- Lina Carstens (1892–1978), deutsche Schauspielerin
- Manfred Carstens (* 1943), deutscher Politiker
- Marika Carstens (1942–2018), Ehefrau von Artur Märchen, Kinderbuchillustratorin
- Meno Nicolaus Carstens (1701–1757), deutscher evangelisch-lutherischer Geistlicher und Hauptpastor am Lübecker Dom
- Nikolaus Carstens (1668–1735), Lübecker Kaufmann und Ratsherr
- Otto Carstens (* 1981), deutscher Politiker (CDU), MdL Schleswig-Holstein
- Peter Carstens (Genetiker) (1903–1945), deutscher Tierzuchtgenetiker und SS-Oberführer
- Peter Carstens (Journalist) (* 1962)
- Peter Carstens (Kommentator), deutscher Sportkommentator
- Peter Heinrich Carstens (* 1937), deutscher General
- Renate Carstens (1938–2019), deutsche Sprachwissenschaftlerin, Hochschullehrerin und Indonesistin
- Thees Carstens (* 1967), deutscher Comic-Zeichner
- Thomas Carstens (1881–1926), deutscher Politiker der Schleswig-Holsteinischen Landespartei, Offizier und holsteinischer Großgrundbesitzer
- Thomas Friedrich Carstens (1666–1734), deutscher Jurist und Ratssekretär der Hansestadt Lübeck
- Uwe Carstens (* 1948), deutscher Politologe und Soziologe
- Veronica Carstens (1923–2012), deutsche Ärztin
- Werner Carstens (1899–1948), deutscher Archivar und Historiker
- Wilhelm Carstens (1869–1941), deutscher Ruderer